# 皇非我
皇非我（？—？），子姓，皇氏，名非我，宋国大司马，皇野和杞姒的儿子。
皇野想立皇非我为嫡子，右师皇瑗的兒子皇麇说一定要立皇野的长子皇伯，皇伯是良材。皇野愤怒不听从。前478年（鲁哀公十七年、宋景公三十九年），有人說皇麇打算接纳桓氏，皇野对宋景公说：“右师皇瑗已老，不会作乱，皇麇怎么样我就不知道了。”宋景公抓住皇麇。次年皇瑗被杀。前469年（鲁哀公二十六年、宋景公四十八年），皇缓做右师，皇非我做大司马，皇怀做司徒，灵不缓做左师，乐茷做司城，乐朱做大司寇，三族六个卿共同听取政事，通过大尹上达国君。十月初四，宋景公死后，皇非我与乐茷、门尹得、灵不缓谋划：“百姓亲附我们，把大尹赶走吧！”将大尹赶走，大尹侍奉宋公启逃亡楚国，于是立得为国君宋昭公。